# Trichonta subterminalis
Trichonta subterminalis är en tvåvingeart som beskrevs av Zaitzev och Menzel 1996. Trichonta subterminalis ingår i släktet Trichonta och familjen svampmyggor. Arten är reproducerande i Sverige. Inga underarter finns listade i Catalogue of Life.